# Patrick Mullins
Patrick Mullins est un joueur de soccer américain né le 5 février 1992 à La Nouvelle-Orléans. Il évolue actuellement au poste d'attaquant.

## Biographie
Patrick Mullins fait une carrière universitaire exemplaire en se voyant attribuer deux années de suite, le Trophée Hermann du meilleur joueur de NCAA. Malgré la proposition d'un contrat Génération Adidas, Mullins va jusqu'au bout de ses quatre années de soccer collégial.
Malgré ses performances universitaires, de nombreux observateurs doutent de sa capacité à concrétiser son talent au niveau professionnel. Ainsi, il n'est repêché qu'en 11e choix par le Revolution de la Nouvelle-Angleterre lors de la MLS SuperDraft 2014.
Le 10 décembre 2014, il est sélectionné par le New York City Football Club en 4e position lors du repêchage d'expansion.

## Palmarès
- Vainqueur du Trophée Hermann en 2012 et 2013